# TAB-71M
TAB-71 — румынский бронетранспортёр, лицензионная копия советского БТР-60.

## История
Выпуск бронетранспортёра был освоен в начале 1970х годов на заводе специального тяжёлого машиностроения «Fabrica de Masini Grele Speciale» в Бухаресте (входившем в состав производственного объединения «23 августа») и прекращён к началу 1990х годов.
В конце 1970х годов в СРР было освоено производство советского БТР-70 (под наименованием TAB-77), который начал поступать в войска, но TAB-71 остались на вооружении.
В ходе приднестровского конфликта 1990х годов румынские бронетранспортёры типа TAB-71 были получены вооружёнными силами Молдавии. В дальнейшем поставки продолжались — в 1994—1995 гг. в Молдавию были экспортированы ещё 110 бронетранспортёров типа ТАВ-71 (в 1994 году — 30 шт. ТАВ-71М и в 1995 году — 80 шт. ТАВ-71).
В 2015 году был модернизирован один из бронетранспортёров TAB-71М зенитно-ракетного полка молдавской армии (в ходе которой два штатных двигателя были демонтированы и заменены на дизельный двигатель ЯМЗ-236). Летом 2019 года на военных учениях был представлен бронетранспортёр (бортовой номер 1201), вооружённый 23-мм автоматической пушкой, установленной в открытой сверху башне.
В 2016 году в вооружённых силах Румынии оставалось 247 бронетранспортёров TAB-71, но в ноябре 2017 года было объявлено о намерении заменить их бронетранспортёром новой модели.

## Варианты и модификации
- TAB-71 — румынская версия БТР-60П с более мощной двигательной установкой (установлены два восьмицилиндровых бензиновых двигателя Saviem SR-225) и рядом мелких изменений.
- TAB-71M — модернизированный вариант TAB-71 (аналог БТР-60ПБ с двумя дизельными двигателями Saviem 797-05)
- TAB-71 AR — самоходный миномёт с 82-мм миномётом M-37M, установленным в десантном отделении.
- TAB-71A R-1450, TAB-71A R-1451, TAB-71A R-1452 — командно-штабные машины для командиров различного уровня (с дополнительным радиооборудованием).
- TERA-71L — БРЭМ с 5-тонным краном, бульдозерным ножом и другим оборудованием.

## Страны-эксплуатанты
- Молдова — всего передано 191 единиц в середине 1990-х. На начало 2022 года на вооружении оставались 81 шт. TAB-71[8]
- Румыния - всего произведено 1878 штук. По состоянию на 2022 год в Сухопутных войсках было  211 бронетранспортёров TAB-71, 92 самоходных миномёта TAB-71AR и восемь БРЭМ TERA-71L[9]. 
  - Планируется списание и замена БТР на Piranha V[10] и миномётов на Elbit SPEAR к 2040 году[11].
- Украина — в 2022 году из запасов Румынии поставлено некоторое количество TAB-71[12]
- Югославия - по данным SIPRI, 40 бронетранспортёров TAB-71M были в 1978 году заказаны в Румынии, в 1980-1981 гг. - поставлены в СФРЮ и в ходе боевых действий 1990х годов оказались утрачены, уничтожены или вышли из строя по техническому состоянию.